# Bosisio Parini
Bosisio Parini (Busìs in dialetto brianzolo e semplicemente Bosisio fino al 1929) è un comune italiano di 3 263 abitanti della provincia di Lecco in Lombardia. È posto sulle rive del lago di Pusiano. 
Bosisio Parini fa inoltre parte del Parco della Valle del Lambro. Il territorio comunale è composto dal capoluogo Bosisio e dalla frazione di Garbagnate Rota.

## Storia
Alcuni ritrovamenti archeologici avvenuti nelle torbiere di Bosisio testimoniano presenze umane nel territorio durante l'età del bronzo.
Sotto il Ducato di Milano, a partire dal XV secolo Bosisio era capopieve della Squadra dei Mauri.
Nel 1929 il comune ha modificato il proprio nome in Bosisio Parini per onorare la memoria del suo celebre poeta compaesano Giuseppe Parini (1729-1799), nel duecentenario della sua nascita.

### Simboli
Lo stemma e il gonfalone sono stati concessi con decreto del presidente della Repubblica del 9 febbraio 1990.
(D.P.R. 09.02.1990)
La lira, immagine simbolica della poesia, fa riferimento al poeta Giuseppe Parini; la stella con otto raggi d'oro è simbolo di azioni magnanime e di fama; i quattro bisanti d'oro significano prosperità; i tre pennelli sono un omaggio al pittore Andrea Appiani.
Il gonfalone è un drappo di azzurro.

## Monumenti e luoghi d'interesse

### A Bosisio

#### Il percorso pariniano
Il progetto turistico ha predisposto l'Itinerario pariniano, un percorso che segnala i luoghi legati alla figura del poeta Giuseppe Parini: l'antica chiesa di Sant'Anna, il fonte battesimale, le lapidi, la piazza e la casa natale.

#### Nuova parrocchiale
La nuova chiesa parrocchiale di Sant'Anna, realizzata su progetto di Paolo Mezzanotte tra il 1939 e il 1954 , fu costruita per adempire le funzioni di un'altra chiesa della prima metà del XVII secolo, oggi sconsacrata, la quale era stata edificata nel luogo in cui si trovava una cappella intitolata alla Madonna delle Grazie.
All'interno della parrocchiale si trova il dipinto I simboli della Madonna, opera di Gaudenzio Ferrari. Le artistiche vetrate sono opera di Alberto Ceppi.

#### Oratorio di San Vitale
Costruito su progetto di Giacomo Moraglia in stile neoclassico, l'oratorio è annesso a villa Appiani. Al suo interno si trova un dipinto di Vitale Sala.

#### Ville
- Villa Cesati, sede comunale.[6][10]
- Villa Appiani (XVIII secolo), con annesso l'oratorio di San Vitale.[6] La villa fu residenza di Angelica Appiani in Banfi, sorella del pittore Andrea[6][10].
- Villa Arnaboldi,[6] nota anche come Villa Gallone Deleuse (XVIII secolo)[13]
- Villa Bordone

#### Palazzo Appiani
Palazzo Appiani, che deve il suo nome all'omonima famiglia, è introdotto da una facciata del Settecento in cui si apre un portale ad arco. All'interno, conserva un portico con soffitto a cassettoni provvisti di decorazioni. Nel 1857 il palazzo fu oggetto di una donazione a favore del comune, finalizzata all'apertura di un ospedale.

#### Archeologia industriale
- Ex-filanda Dubini (1833)[10]

#### Altro
- Monumento a Giuseppe Parini, opera di Francesco Confalonieri (1899)[10][6]
- Monumento ai caduti, opera dello scultore meratese Giuseppe Mozzanica (1955)

### A Garbagnate Rota
- Chiesa di San Giuseppe[14]
- Chiesa di Sant'Ambrogio (XI-XII secolo)
- Villa Giulini
- Villa Nava[6]

### Aree naturali

#### Lago di Pusiano
Bosisio si trova sulle sponde del Lago di Pusiano. È presente una lunga passeggiata, con annesso parco, che permette di ammirare il lago e i suoi panorami.
Al Molo è inoltre presente un battello che permette di visitare il lago e l'isola dei Cipressi.

## Società

### Evoluzione demografica
- 390 nel 1751
- 534 nel 1771
- 686 nel 1803
- annessione ad Annone di Brianza nel 1809
- 1 508 nel 1853

Abitanti censiti

### Etnie e minoranze straniere
Principali gruppi di stranieri al 2015
- Romania: 33
- Egitto: 28
- Marocco: 24
- Tunisia: 23

## Infrastrutture e trasporti
Bosisio Parini è servita dalla strada statale 36 del Lago di Como e dello Spluga detta anche Nuova Valassina.
Fra il 1928 e il 1955 la località era servita dalla fermata Cesana-Bosisio, posta lungo la Tranvia Como-Erba-Lecco.
Dal molo Precampel è possibile mediante il traghetto comunale visitare e navigare il lago di Pusiano.

## Amministrazione
Bosisio fu in provincia di Milano, fino al 1786, quando fu spostato sperimentalmente in provincia di Como fino al 1791 e definitivamente dal 1802. Passò sotto la provincia di Lecco dopo la sua istituzione.
Il comune fa parte del Parco Valle Lambro.
| Data elezione  | Nome                | Partito                                    |
| -------------- | ------------------- | ------------------------------------------ |
| 23 aprile 1995 | Galli Carlo Antonio | Coalizione di Centro                       |
| 13 giugno 1999 | Fronterre Filippo   | Lista Civica (Progetto Bosisio)            |
| 13 giugno 2004 | Fronterre Filippo   | Lista Civica (Progetto Bosisio)            |
| 7 giugno 2009  | Borgonovo Giuseppe  | Lista Civica (Progetto Bosisio)            |
| 25 maggio 2014 | Borgonovo Giuseppe  | Lista Civica (Progetto Bosisio)            |
| 27 maggio 2019 | Colombo Andrea      | Lista Civica (Progettiamo Bosisio Insieme) |
| 10 giugno 2024 | Gilardi Paolo       | Lista Civica (Bosisio nel Cuore)           |

## Galleria d'immagini

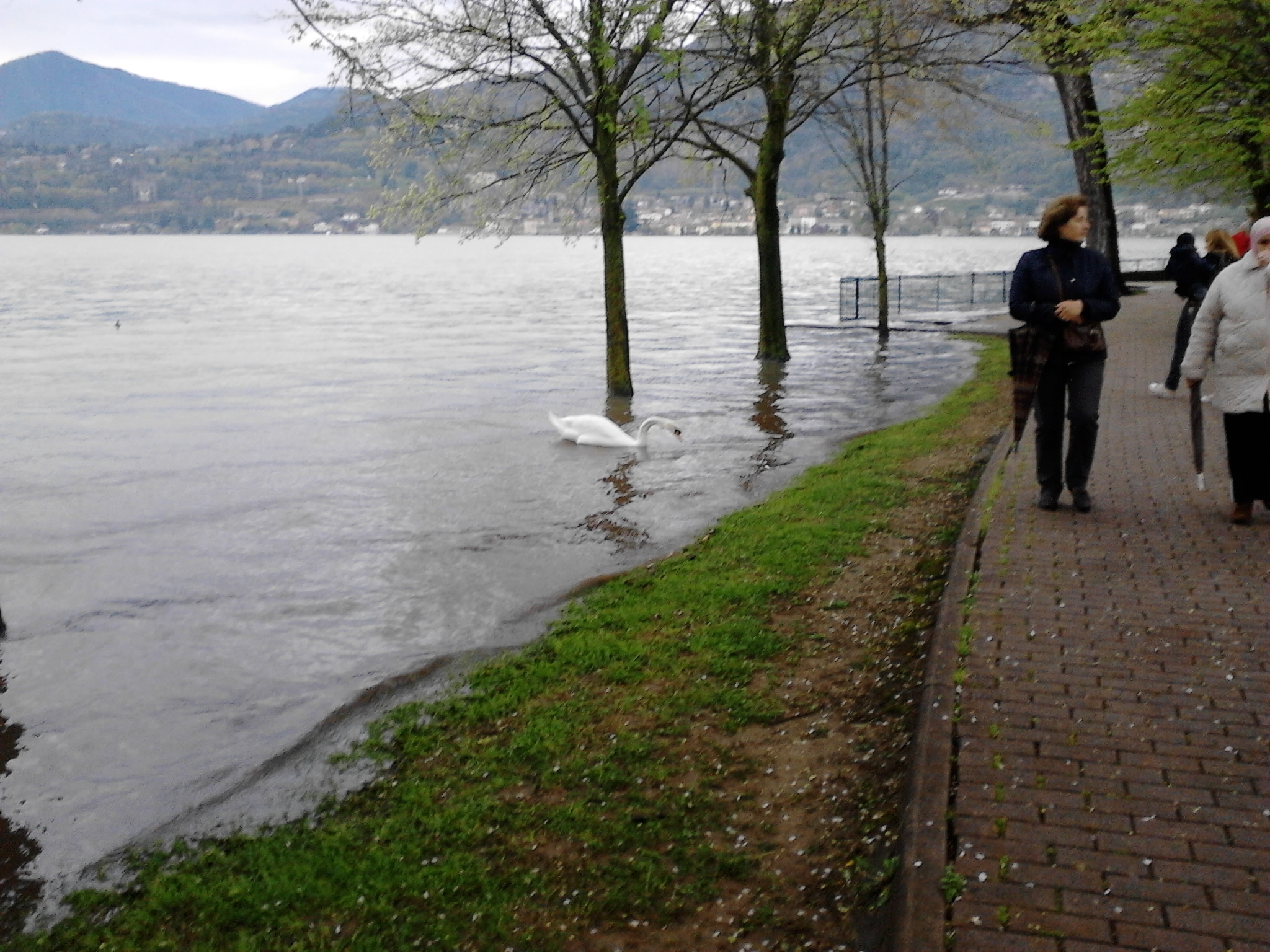
Il lungolago Gianni Brera
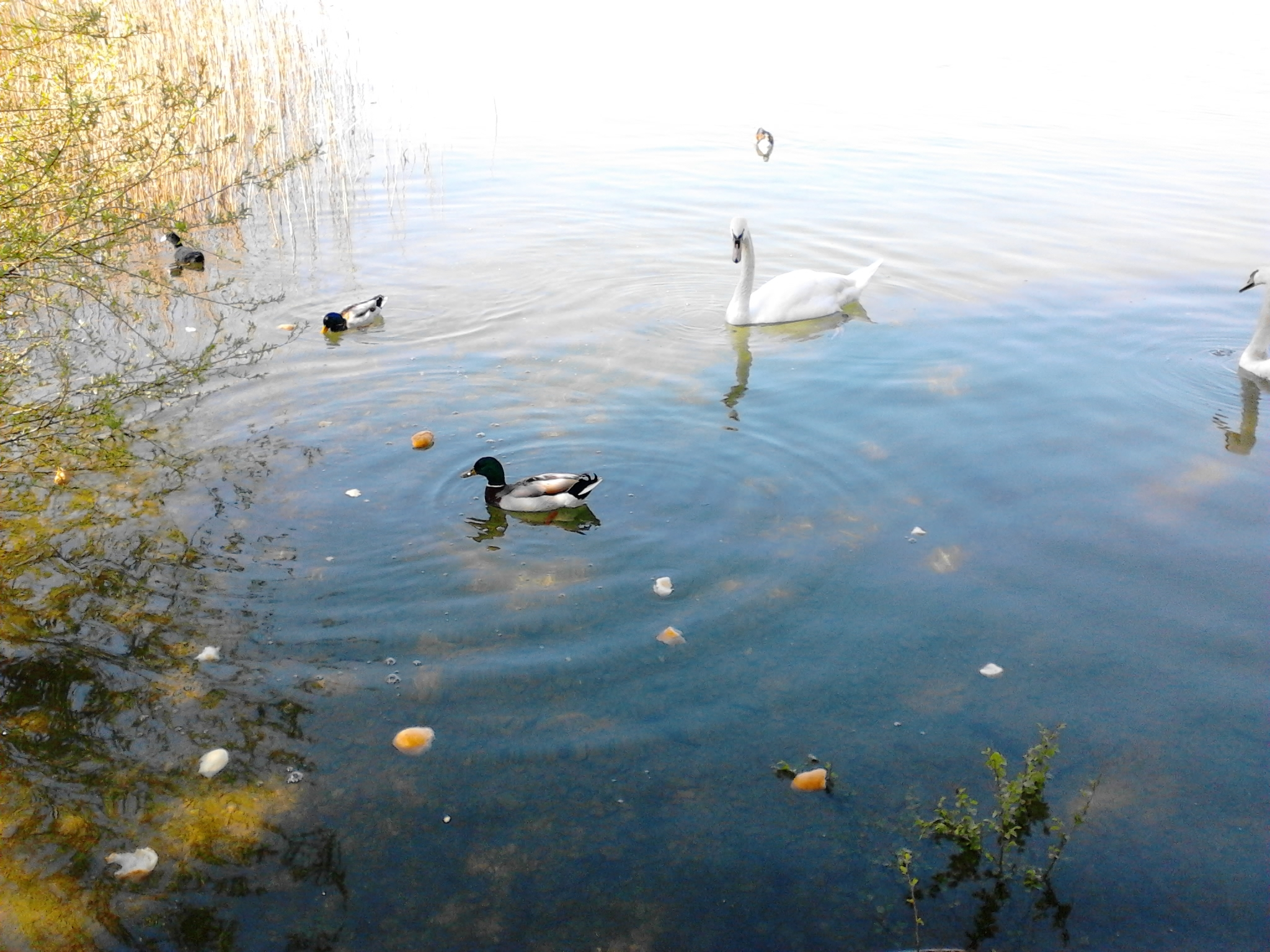
La fauna del lago di Pusiano